# بازار حاج‌زمان
بازار حاج زمان مربوط به دوره قاجار است و در سبزوار، خیابان بیهق، ضلع شرقی امامزاده یحیی واقع شده و این اثر در تاریخ ۲۵ اسفند ۱۳۸۰ با شمارهٔ ثبت ۵۱۴۸ به‌عنوان یکی از آثار ملی ایران به ثبت رسیده است.